# Enoplognatha molesta
Enoplognatha molesta là một loài nhện trong họ Theridiidae.
Loài này thuộc chi Enoplognatha. Enoplognatha molesta được Octavius Pickard-Cambridge miêu tả năm 1904.